# بهیموث (گروه موسیقی)
بهیموث (به انگلیسی: Behemoth) یک گروه بلکند دث متال لهستانی از گدانسک می‌باشد. این گروه نقش مهمی در ایجاد گروه‌های اکستریم متال زیرزمینی لهستان داشته‌اند.«بهموث» در سال ۱۹۹۱ شکل گرفت وقتی آدام نرگال دارسکی چهارده ساله به همراه دو تن از دوستانش آدام «بال» موراشکو که درامز می‌زد و بعدها به گروه Hell-Born پیوست و گیتاریست دیگری بنام دیسکراتو به‌طور جدی آغاز به کار کردند. این سه نفر چهار پنج سال پیش از آن در یکی از کنسرت‌های متالیکا یا پرفکت (perfect) گروه قدیمی لهستان، با یکدیگر آشنا شده و پس از آن کنار هم شروع به تمرین و کاور آهنگ‌های مورد علاقهٔ خود از بندهایی مثل Metallica, Iron Maiden, Kiss, Poison و.. می‌کردند.
آدام نرگال از همان ابتدا هم گیتار می‌زد و هم می‌خواند. او به تازگی گیتار فندر خود را از پدربزرگش هدیه گرفته بود، همراه با رفیقش با فروش لوازم از کار افتاده خانه‌هایشان و کار در ساندویچی سرانجام توانستند پول کافی برای خرید یک درامز دسته دوم را برای بال تهیه کنند و تنها در در سال ۱۹۹۴ و با انتشار چهارمین دمو خود به عنوان "And The Forest Dream Eternally" توجه مدیران Pagan Records را به خود جلب کنند و این دمو رو به صورت رسمی و به شکل مینی یا"EP" آلبوم وارد صحنه‌های متال لهستان کنند.

## آلبوم‌ها
- ۱۹۹۳: بازگشت ماه شمالی (دمو) (به انگلیسی: "The Return of the north moon "Demo)
- ۱۹۹۴: و رؤیای جنگل ابدی (EP) (به انگلیسی: And The Forest Dream Eternally)
- 1995: Sventevith (طوفان نزدیک رودخانه بالتیک) (به انگلیسی: Sventevith (Storming Near The Baltic))
- ۱۹۹۶: رعد و برق (به لهستانی: Grom)
- ۱۹۹۷: گزنده کردن پومرانیا (به لهستانی: Bewitching The Pomerania)
- ۱۹۹۸: شمشیرهای همه گیر (به لهستانی: Pandemonic Incantations)
- ۱۹۹۹: شیطانی (به لهستانی: Satanica)
- ۲۰۰۰: مزمون. ۶ (به لهستانی: Thelema.6)
- ۲۰۰۱: پدیده‌های ضد مسیحی (به لهستانی: Antichristian Phenomenon)
- ۲۰۰۲: زوس کیا کولوتوس (اینجا و پس از آن) (به لهستانی: Zos Kia Cultus (Here And Beyond))
- ۲۰۰۳: همجوشی (به لهستانی: EP] Conjuration])
- ۲۰۰۴: نیمه خدا (به لهستانی: Demigod)
- ۲۰۰۵: بردگان باید خدمت کنند (به انگلیسی: Slaves Shall Serve [EP])
- ۲۰۰۷: ارتداد (به انگلیسی: The Apostasy)
- ۲۰۰۸: ازکاتون (به لهستانی: Ezkaton [EP])
- ۲۰۰۹: بشارت (به انگلیسی: Evangelion)
- ۲۰۱۴: شیطان‌پرست (به انگلیسی: The Satanist)
- ۲۰۱۸: من (حتی) شما را در تاریکی و ظلماتتان دوست داشتم (به انگلیسی: I Loved You At Your Darkest)
- ۲۰۲۰: لایو از مید ولا (به انگلیسی: Live from Maida Vela)
- ۲۰۲۰: یک جنگل (به انگلیسی: A Forest [EP])

## اعضای کنونی
- آدام «نرگال» دارسکی: خواننده اصلی، گیتار (۱۹۹۱ تا کنون)
- زبیگنیو «اینفرنو» پرومینسکی: درام (۱۹۹۷ تا کنون)
- توماش «اوراین» وروبلفسکی: بیس، هم‌خوان (۲۰۰۳ تا کنون)
- پاتریک «سث» اشتیبر: گیتار، هم‌خوان (۲۰۰۴ تا کنون)